# La ragazza di campagna
La ragazza di campagna (The Country Girl) è un film del 1954 diretto da George Seaton, presentato in concorso all'8º Festival di Cannes.
Si tratta della versione cinematografica di un testo teatrale scritto da Clifford Odets nel 1950.
Nonostante la stampa e la critica vedessero come favorita Judy Garland, il premio Oscar venne assegnato alla protagonista Grace Kelly che appariva quasi dimessa, lontano dal glamour di altre sue pellicole.

## Trama
In un teatro dove si svolgono le audizioni per una nuova produzione musicale, il regista, Bernie Dodd, intende rilanciare in un suo spettacolo musicale Frank Elgin, un cantante già di successo ma da tempo in declino, incontrando però l'opposizione del produttore Philip Cook, che ritiene Frank ormai finito. Bernie insiste sulla sua decisione e riesce a far avere a Frank una audizione. Il produttore, anche se fortemente contrario, accetta di far fare a questo una prova in teatro di 10 giorni.
Bernie si reca da Frank per dargli la buona notizia, ma rimane colpito dalle modeste condizioni e ristrettezze in cui lui e la moglie, Georgie, vivono. Georgie è una donna dal carattere forte e tenace, ma questo suo temperamento risoluto finisce per convincere Bernie che proprio lei sia la causa ed abbia la responsabilità del declino e della depressione del marito, accusando la donna di avere un'influenza negativa su Frank, il quale si ritiene anche responsabile ed in colpa per la morte del figlio Johnny, un bambino di cinque anni, investito anni prima da un'automobile perché sfuggito alla sua attenzione.
Frank, in realtà, ha utilizzato questo avvenimento come scusa per coprire la sua paura ed insicurezza, sentendosi non più giovane e messo in disparte negli ambienti teatrali. Ciò lo aveva ridotto a essere un alcolizzato ed a tentare anche un falso suicidio, per attirare l'attenzione del pubblico su di sé e sperare in qualche nuovo ingaggio.
Frank è insicuro e totalmente dipendente dalla moglie, ma Bernie incolpa erroneamente la donna per tutto ciò che accade durante le prove, comprese le paure e le insicurezze del marito, che invece aveva falsamente descritto sua moglie a Bernie come un'alcolizzata suicida.
Umiliato quando viene a sapere la verità, Bernie si rende conto che dietro la sua ostilità ed il suo risentimento per Georgie vi è una forte attrazione e, baciandola, se ne innamora.
Avviene la sera del debutto a New York e Frank ottiene un grande successo, tanto da far sperare di poter rinverdire i vecchi allori. Dopo lo spettacolo, alla visita del produttore nel suo camerino, egli ne pretende le scuse ed il rispetto che a lui e a sua moglie non erano stati dati in precedenza.
Al party che segue per celebrare il successo di Frank, Bernie, credendo che ora Frank abbia recuperato il proprio orgoglio e la sua dignità e quindi non più dipendente dalla moglie, tenta di convincere questa a lasciarlo, ma lei, pur provando un sentimento per l'uomo, non ha il coraggio di abbandonare il marito.

## Riconoscimenti
- 1955 - Premio Oscar
  - Miglior attrice a Grace Kelly
  - Miglior sceneggiatura non originale a George Seaton
  - Candidatura per il miglior film a William Perlberg
  - Candidatura per il miglior regista a George Seaton
  - Candidatura per il miglior attore a Bing Crosby
  - Candidatura per la miglior fotografia a John F. Warren
  - Candidatura per la miglior scenografia ad Hal Pereira, Roland Anderson, Sam Comer e Grace Gregory
- 1955 - Golden Globe
  - Miglior attrice in un film drammatico a Grace Kelly
- 1956 - Premio BAFTA
  - Candidatura per la miglior attrice straniera a Grace Kelly
- 1955 - Festival di Cannes
  - Candidatura per la Palma d'Oro a George Seaton
- 1954 - National Board of Review Awards
  - Migliori dieci film
  - Miglior attore a Bing Crosby
  - Miglior attrice a Grace Kelly
- 1954 - New York Film Critics Circle Awards
  - Miglior attrice protagonista a Grace Kelly